# تورنوس پیپیسترل
تورنوس پیپیسترل (به انگلیسی: Pipistrel_Taurus) یک هواگرد ملخ‌پیشین تک‌موتوره از نوع بادپر ساخت شرکت Pipistrel است. هواگرد تورنوس پیپیسترل نخستین پروازش را در ۲۰۰۲ میلادی انجام داد.